# Gallichan
Gallichan est une municipalité située dans la MRC d'Abitibi-Ouest en Abitibi-Témiscamingue.

## Histoire
En 1922, des colons des comtés de Bellechasse, Montmagny et L'Islet allaient s'installer dans le territoire abitibien, à cet endroit.
Ces lieux avoisinant la rivière Duparquet dans le nord-ouest du canton du même nom reçurent l'appellation de Saint-Laurent-sur-Rivière-Duparquet, parce que la rivière à cet endroit présente une configuration qui rappelle fortement le fleuve Saint-Laurent.
Ce phénomène est par ailleurs accrédités par la fondation en 1926, de la paroisse de Saint-Laurent, érigée canoniquement en 1937 et dénommée dans l'usage courant Saint-Laurent-de-Gallichan. Le nom retenu évoque l'un des premiers diacres à servir à l'Église romaine, dont la fête liturgique est célébrée le 10 août. Cette appellation sera reprise en 1958, lors de la création de la municipalité de Saint-Laurent. Celle-ci allait devenir en 1986, la municipalité de Gallichan, en mémoire de l'un des premiers résidents, François Gallichan, originaire de L'Islet, qui a bâti un important moulin à scie au début des années 1920 sur un îlot de la rivière Duparquet, vis-à-vis du village.
D'ailleurs le bureau de poste en service à compter de 1934 portait déjà le nom de ce pionnier.
Au cours des années 1960, Monsieur Joseph Bérubé constitue une collection archéologique après différentes fouilles autour du lac Abitibi. La Collection archéologique Joseph Bérubé est aujourd'hui exposée dans l'ancien presbytère où se trouve aussi le restaurant de l'Affineur végétal.
- 1er janvier 1958 : Fondation de la municipalité de Saint-Laurent.
- 15 février 1986 : Changement de dénomination pour "Municipalité de Gallichan".

## Gentilé
Gallichanois, Gallichanoise Source ?

## Géographie
Gallichan est située dans le canton de Palmarolle, à l'est de Roquemaure, à environ 20 km au sud de La Sarre.
Elle est traversée de la rivière Duparquet.

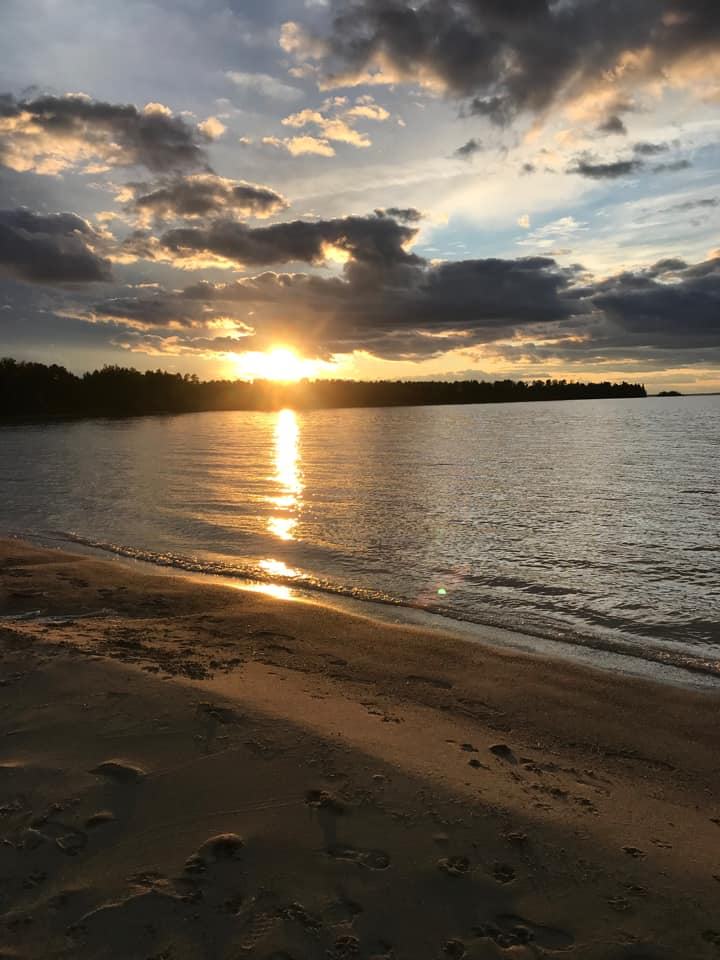
Rivière Duparquet Secteur Gallichan.

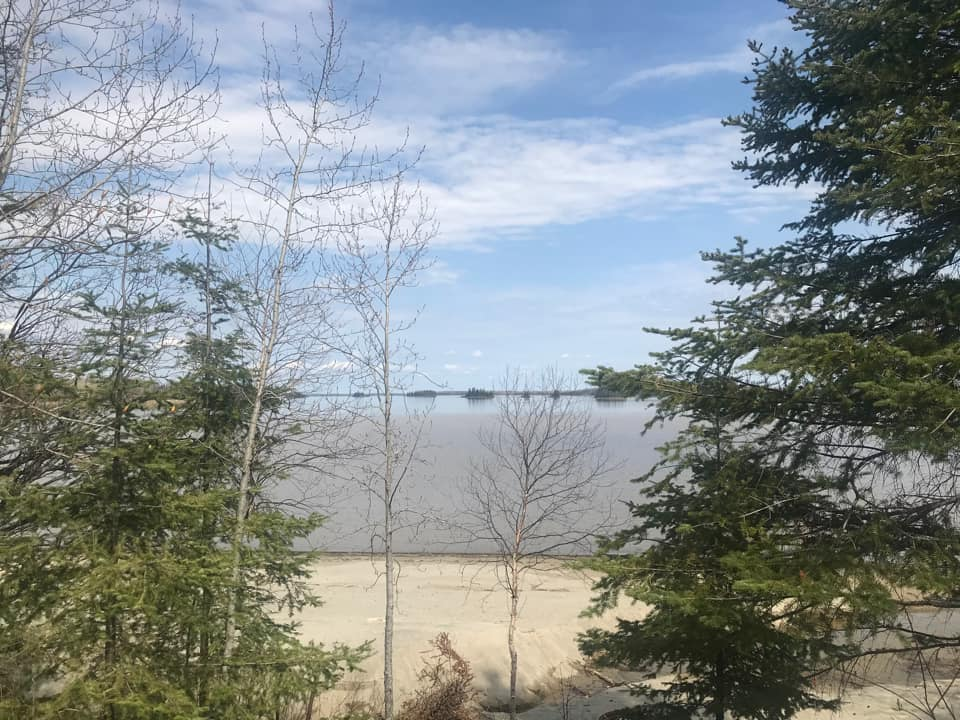
Rivière Duparquet Secteur Gallichan.

## Démographie
| 1991 | 1996 | 2001 | 2006 | 2011 | 2016 | 2021 |
| ---- | ---- | ---- | ---- | ---- | ---- | ---- |
| 482  | 478  | 476  | 458  | 484  | 468  | 488  |

## Administration
Les élections municipales se font en bloc pour le maire et les six conseillers.
| Gallichan Maires depuis 2005                                                                                         |                            |         |          |
| Élection | Maire                      | Qualité | Résultat |
| 2005 | Émilien Larochelle         |         | Voir     |
| 2009 | Émilien Larochelle         | Voir    |          |
| 2013 | Aucun candidat à la mairie |         | Voir     |
| n/d | Henri Bourque              |         | Voir     |
| 2017 | Henri Bourque              | Voir    |          |
| 2021 | Serge Marquis              |         | Voir     |
| Élection partielle en italique Depuis 2005, les élections sont simultanées dans toutes les municipalités québécoises |                            |         |          |